# Sasha Aneff
Sasha Aneff ili punim imenom Sasha Alexander Aneff Medrano Rosso (Montevideo, 26. lipnja 1991.) bivši je urugvajski nogometaš bugarskih korijena, koji je igrao kao napadač. 
Nogometnu karijeru je započeo u gradskom Sportingu, za koji je igrao pune četiri sezone. Prvi nastup za klub iz svog rodnog grada ostvario je 6. listopada 2010., na susretu protiv Cerra, gradskog rivala. 2012. godine odlazi na posudbu u bugarski klub Botev Vraca, za koji je odigrao 5 utakmica bez postignutog pogotka.
Nakon što mu je istekao igrački ugovor sa Sportingom, 25. studenog iste godine potpisuje dvoogodišnji ugovor za slovenski NK Domžale. Za slovensku momčad je ostvario 32 nastupa u slovenskoj Prvoj ligi te pritom zabio 9 pogodaka. Tijekom dvije godine u klubu, bio je jedan od glavnih igrača prve postave slovenske momčadi.
17. veljače 2015. potpisao je šestogodišnju posudbu s hrvatskim prvoligašem Osijekom. Prvu utakmicu za Osijek odigrao je 13. travnja protiv Lokomotive na stadionu u Kranjčevićevoj, na kojoj je gotovo i zabio svoj prvijenac za Osijek. Tijekom šest mjeseci provedenih u redovima Osijeka, odigrao je 8 utakmica i u igri ukupno proveo 337. minuta. Pritom je zabio 2 zgoditka, na utakmicama protiv RNK Splita (poraz 3:2) i Lokomotive iz Zagreba (2:2).

## Poveznice
- Bugari u Urugvaju

## Vanjske poveznice
- (engl.) Sasha Aneff - transfermarkt.com
- (engl.) (fr.) (šp.) Sasha Aneff - footballdatabase.eu
- (engl.) Sasha Aneff - soccerbase.com